# La montagna d'oro
La montagna d'oro, noto anche come Il treno volante, è un romanzo avventuroso fantascientifico del 1901 di Emilio Salgari

## Storia editoriale

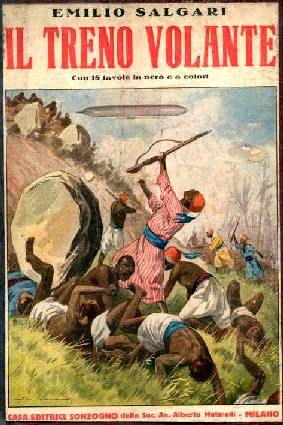
Copertina di una ristampa del romanzo, col titolo Il treno volante, Sonzogno 1928.

Il romanzo venne pubblicato per la prima volta da Salgari nel 1901 sotto lo pseudonimo di cap. Guido Altieri (già utilizzato nel precedente Le stragi della China dello stesso anno), in 34 dispense per l'editore Biondo di Palermo col titolo La montagna d'oro, corredato da 33 illustrazioni di Corrado Sarri. Il IX capitolo del romanzo (L'assalto degli scimpanzé) era già apparso il 30 maggio dello stesso anno sul periodico per ragazzi Il Giovedì n.22 per gli editori fratelli Speirani di Torino.
A partire dal 1926, con le successive ristampe di Sonzogno, il romanzo venne infine attribuito a Emilio Salgari, ma con il titolo apocrifo Il treno volante (nel 1923 Sonzogno aveva pubblicato un altro romanzo intitolato La montagna d'oro, a firma di Guglielmo Stocco). È stato ristampato col titolo originale a partire dal 1972.

## Trama
Zanzibar, 15 agosto 1900. Ottone Steker, tedesco, e il suo compagno Matteo Kopeki, greco, si avventurano nel cuore dell'Africa nera a bordo di un rivoluzionario mezzo aereo ideato dallo stesso Steker, il dirigibile Germania, soprannominato "il treno volante". I due aeronauti sono alla ricerca della leggendaria "Montagna d'oro" e del suo favoloso tesoro, di cui hanno avuto notizia grazie a un documento di un viaggiatore britannico scomparso due anni prima, John Kambert. Il documento è stato ritrovato per caso dall'arabo El-Kabir, amico dei due compagni, che si unisce a loro nell'avventurosa ricerca. Kambert, fatto prigioniero da una tribù di ferocissimi indigeni, promette nel documento di rivelare a chi verrà a salvarlo il segreto dell'ubicazione della "Montagna d'oro". Ad opporsi all'equipaggio del dirigibile è il crudele e spietato mercante Altarik che, venuto a conoscenza del segreto, ha allestito una carovana per raggiungere per primo il tesoro nascosto, e il corrotto Sultano di Mhonda, tirannico capo di uno staterello centrafricano.

## Edizioni
(parziale)
- Emilio Salgari (come cap. Guido Altieri), La montagna d'oro, illustrazioni di Corrado Sarri, (in 34 dispense), Palermo, Salvatore Biondo, 1901.
- Emilio Salgari, Il treno volante, Sonzogno, 1926.
- Emilio Salgari, Il treno volante, Sonzogno, 1928.
- Emilio Salgari, Il treno volante, Sonzogno, 1941.
- Emilio Salgari, Il treno volante, Il Romanzo di Avventure, Andrea Viglongo e C., 1953.
- Emilio Salgari, Il treno volante, Tigri e Corsari 64, Fratelli Fabbri Editori, 1969.
- Emilio Salgari, Il treno volante. La montagna d'oro, Tutto Salgari 1, Edizioni Paoline, 1972.
- Emilio Salgari, La montagna d'oro, Emilio Salgari. L'Opera Completa 15, Fabbri Editori, 2002.